# Diamond cycle
『diamond cycle』（ダイアモンド・サイクル）は2007年1月31日にリリースされたaccessのミニアルバム。発売元はソニー・ミュージックアソシエイテッドレコーズ。

## 概要
初のミニアルバムで『Re-sync GHOST』以来約4年ぶりとなるCDリリース。累計売上は1.5万枚を記録した。収録曲「CATCH THE RAINBOW」は2005年FM NACK5ステーション・イメージソングに起用されたほか、2011年には「CATCH THE RAINBOW 2011（Pray For Japan Version）」としてリアレンジされ、配信限定シングルとしてリリースされた。また、「Stay」は6thアルバム『binary engine』収録曲「SUMMER NIGHT BREEZER」の原曲に当たり、初回限定版には「Stay」のミュージック・ビデオを収録したDVDが付属しているほか、accessの楽曲としてはインストゥルメンタルやリミックス等を除いて、演奏時間が9分を超える唯一の楽曲となっている。

## 収録曲
| 全作曲・編曲: 浅倉大介。 |                       |           |            |      |
| #                        | タイトル              | 作詞      | 作曲・編曲 | 時間 |
| 1.                       | 「Stay」              | 井上秋緒  | 浅倉大介   | 9:09 |
| 2.                       | 「Bright Sight」      | 貴水博之  | 浅倉大介   | 5:37 |
| 3.                       | 「Inner Cycle」       | 貴水博之  | 浅倉大介   | 4:54 |
| 4.                       | 「CATCH THE RAINBOW」 | 貴水博之  | 浅倉大介   | 6:19 |
| 合計時間:                | 合計時間:             | 合計時間: | 25:59      |      |

## 楽曲解説
1. Stay
次作アルバム「binary engine」収録の「SUMMER NIGHT BREEZER」とは歌詞とキーが異なる。
2. Bright Sight
3. Inner Cycle
4. CATCH THE RAINBOW

## 参加ミュージシャン
- ギター - 葛城哲哉
- ラップ - HIDE（Dt.）